# San Isidro, Tierra Nueva
San Isidro är en ort i Mexiko.   Den ligger i kommunen Tierra Nueva och delstaten San Luis Potosí, i den centrala delen av landet, 290 km nordväst om huvudstaden Mexico City. San Isidro ligger 1 837 meter över havet och antalet invånare är 400.
Terrängen runt San Isidro är kuperad åt nordost, men åt sydväst är den platt. Runt San Isidro är det glesbefolkat, med 19 invånare per kvadratkilometer. Närmaste större samhälle är Tierranueva, 2,2 km sydväst om San Isidro. Trakten runt San Isidro består i huvudsak av gräsmarker.